# Neogaeornis wetzeli
Neogaeornis wetzeli — викопний вид морських птахів вимерлого ряду Vegaviiformes, що існував у кінці крейди (70 млн років тому) у Південній півкулі.

## Скам'янілості
Скам'янілі рештки виду знайдено у відкладеннях формації Кірікіна в Чилі. Відомий лише з решток правої цівки. Голотип зберігається у музеї Палеонтологічного інституту міста Кіль в Німеччині.

## Систематика
Систематика виду тривалий час була суперечливою. Його відносили до родини Baptornithidae ряду гесперорнісоподібних (Hesperornithiformes) Проте подальші дослідження чітко показали, що птах належить до сучасних віялохвостих птахів. Тривалий час Neogaeornis зближували з гагарами або пірникозами. Проте ці птахи невідомі у південній півкулі у викопному стані. У 2017 році вчені дослідили рештки маловивчених крейдових птахів з Антарктиди. На основі філогенетичного аналізу вони об'єднали Neogaeornis з Polarornis, Australornis і Vegavis у базальну родину Vegaviidae.